# 扬·格莱塔
扬·格莱塔（1943年9月13日—），斯洛伐克男子足球运动员，场上位置是中场。他曾代表捷克斯洛伐克国奥队参加1964年夏季奥林匹克运动会足球比赛，获得一枚银牌。